# Nagykároly és Vidéke
Nagykároly és Vidéke – társadalmi hetilapként indult 1884-ben. Megszűnt: 1940. augusztus. Újból indították 1994 szeptemberében. Székhely: Nagykároly.

## 1884-1940
Munkatársa volt a 19. század jelesei közül Ecsedi Kovács Gyula színművész és a 48-as idők emlékírója, Lauka Gusztáv. 1906-tól a Függetlenségi és Negyvennyolcas Párt lapja. A lap hetenként jelent meg, csütörtökön.
Szerkesztői:
- Hévizy János, Seper Kajetán (1885)
- Asztalos György (1885-1887)
- Rozmanits Timót, Soós Jenő, Adler Adolf (1893-1896)
- Papp Béla (1897-1902)
- Adler Adolf (1903-1911) (egyúttal ő alakította át a lapot politikai lappá 1906. május 17-én), 1912. január 1-től lapvezér lett.[1][2]
- 1912. január 1-től a hetilap felelős szerkesztője Rédei Károly ágostai evangélikus lelkész, segédszerkesztője Somossy Miklós lett.

Az államfordulat után felelős szerkesztője Gál Samu, majd főszerkesztői Ádám Ferenc (1924-26), Benedek Sándor (1926), Berey Géza (1930-31). A magyar helynevek betiltása miatt felvette a Szabad Szó címet, így jelent meg 1940 augusztusáig.

## 1989 után
Megjelenésének 110. évfordulója alkalmából 1994 szeptemberében eredeti címével újította fel az RMDSZ mint közéleti lapot. A beköszöntő szerint fő célja a közösségformálás és a helytörténet ápolása. Alapító főszerkesztő Végh Balázs Béla, szerkesztői Silimon-Várday Zoltán és Gui Angéla. 1995-ben Március 15. címmel mellékletet jelentetett meg, s ugyanezen évtől kiadja a Nagykároly és Vidéke Évkönyvét. E lapban jelennek meg Tapodi Zsuzsa irodalomtörténeti írásai is.